# Österreichische TT

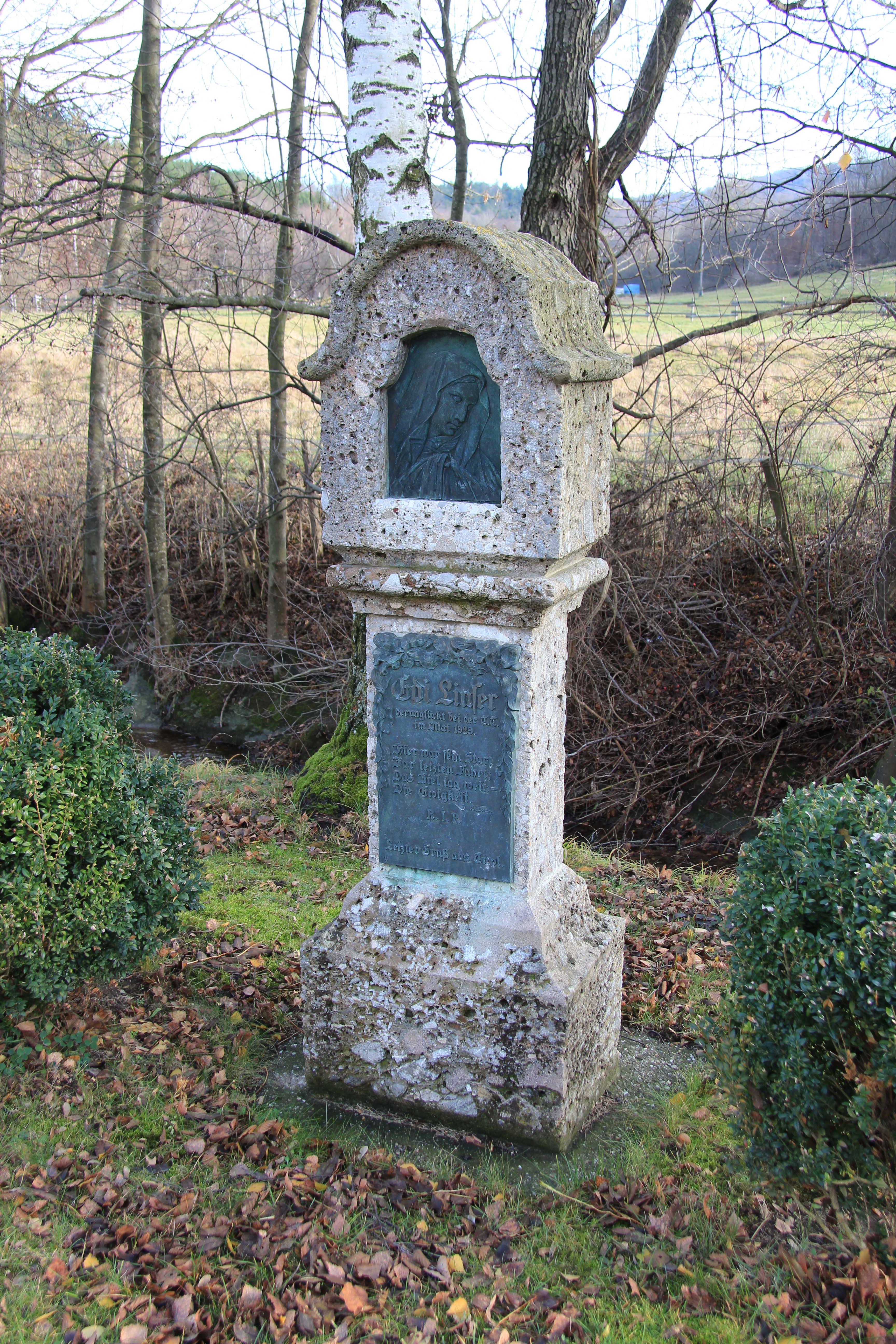
Denkmal für Edi Linser in Wolfsgraben

Die Österreichische TT (Österreichische Tourist Trophy) war ein internationales Motorrad-Rennen, das zwischen 1923 und 1932 zehn Mal ausgetragen wurde.

## Organisation
In den Jahren 1923 und 1924 sowie von 1926 bis 1930 wurde das Rennen auf einer 18,1 km langen Strecke in Breitenfurt bei Wien, Laab im Walde und Wolfsgraben ausgetragen.
1925 fand die TT einmalig auf einer 11,04 km langen Piste in Hinterbrühl südlich von Wien statt. 1931 und 1932 war eine 13,2 km lange Strecke in Wolkersdorf im Weinviertel nördlich von Wien Austragungsort der Österreichischen TT.
Beim 500-cm³-Rennen der 1929er Auflage in Breitenfurt kam der Innsbrucker Fahrer Edi Linser bei einem Unfall ums Leben. Ihm zu Ehren wurde in Wolfsgraben die Edi-Linser-Straße benannt.

## Siegerliste
| Auflage | Datum           | Austragungsort                                     | Klasse       | Sieger                         |
| ------- | --------------- | -------------------------------------------------- | ------------ | ------------------------------ |
| 1.      | 13. Mai 1923    | Breitenfurt bei Wien – Laab im Walde – Wolfsgraben | 350 cm³      | Karl Kodric (Garelli)          |
| 1.      | 13. Mai 1923    | Breitenfurt bei Wien – Laab im Walde – Wolfsgraben | 500 cm³      | Walter Delmár (Sunbeam)        |
| 1.      | 13. Mai 1923    | Breitenfurt bei Wien – Laab im Walde – Wolfsgraben | über 500 cm³ | Lucky Schmid (Harley-Davidson) |
|         |                 |                                                    |              |                                |
| 2.      | 31. August 1924 | Breitenfurt bei Wien – Laab im Walde – Wolfsgraben | 250 cm³      | Franz Reiter (L.A.G.)          |
| 2.      | 31. August 1924 | Breitenfurt bei Wien – Laab im Walde – Wolfsgraben | 350 cm³      | Josef Swoboda (Rudge)          |
| 2.      | 31. August 1924 | Breitenfurt bei Wien – Laab im Walde – Wolfsgraben | 500 cm³      | Michael Gayer (Saroléa)        |
| 2.      | 31. August 1924 | Breitenfurt bei Wien – Laab im Walde – Wolfsgraben | über 500 cm³ | Lucky Schmid (Harley-Davidson) |
|         |                 |                                                    |              |                                |
| 3.      | 30–31. Mai 1925 | Hinterbrühl                                        | 175 cm³      | Rupert Karner (Puch)           |
| 3.      | 30–31. Mai 1925 | Hinterbrühl                                        | 250 cm³      | Karl Gall (New Imperial)       |
| 3.      | 30–31. Mai 1925 | Hinterbrühl                                        | 350 cm³      | Ladislaus Bálász (Zenith)      |
| 3.      | 30–31. Mai 1925 | Hinterbrühl                                        | 500 cm³      | Paul von Fedely (Sunbeam)      |
|         |                 |                                                    |              |                                |
| 4.      | 30. Mai 1926    | Breitenfurt bei Wien – Laab im Walde – Wolfsgraben | 175 cm³      | Hugo Höbel (Puch)              |
| 4.      | 30. Mai 1926    | Breitenfurt bei Wien – Laab im Walde – Wolfsgraben | 250 cm³      | Nino Bianchi (Galloni)         |
| 4.      | 30. Mai 1926    | Breitenfurt bei Wien – Laab im Walde – Wolfsgraben | 350 cm³      | Andreas Strohmeier (BSA)       |
| 4.      | 30. Mai 1926    | Breitenfurt bei Wien – Laab im Walde – Wolfsgraben | 500 cm³      | Georg Thumshirn (Ardie-J.A.P.) |
|         |                 |                                                    |              |                                |
| 5.      | 22. Mai 1927    | Breitenfurt bei Wien – Laab im Walde – Wolfsgraben | 175 cm³      | Rudolf Runtsch (Puch)          |
| 5.      | 22. Mai 1927    | Breitenfurt bei Wien – Laab im Walde – Wolfsgraben | 250 cm³      | Gyulay Stanzel (Rex-Acme)      |
| 5.      | 22. Mai 1927    | Breitenfurt bei Wien – Laab im Walde – Wolfsgraben | 350 cm³      | Michael Gayer (Chater-Lea)     |
| 5.      | 22. Mai 1927    | Breitenfurt bei Wien – Laab im Walde – Wolfsgraben | 500 cm³      | Georg Thumshirn (Ardie-J.A.P.) |
|         |                 |                                                    |              |                                |
| 6.      | 6. Mai 1928     | Breitenfurt bei Wien – Laab im Walde – Wolfsgraben | 175 cm³      | Lorenz Hubbauer (MT-Villiers)  |
| 6.      | 6. Mai 1928     | Breitenfurt bei Wien – Laab im Walde – Wolfsgraben | 250 cm³      | Otto Cecconi (Rex-Acme)        |
| 6.      | 6. Mai 1928     | Breitenfurt bei Wien – Laab im Walde – Wolfsgraben | 350 cm³      | George Himing (Zenith)         |
| 6.      | 6. Mai 1928     | Breitenfurt bei Wien – Laab im Walde – Wolfsgraben | 500 cm³      | Karl Gall (BMW)                |
|         |                 |                                                    |              |                                |
| 7.      | 12. Mai 1929    | Breitenfurt bei Wien – Laab im Walde – Wolfsgraben | 175 cm³      | Friedrich Schwarz (DKW)        |
| 7.      | 12. Mai 1929    | Breitenfurt bei Wien – Laab im Walde – Wolfsgraben | 250 cm³      | Siegfried Cmyral (Puch)        |
| 7.      | 12. Mai 1929    | Breitenfurt bei Wien – Laab im Walde – Wolfsgraben | 350 cm³      | Michael Gayer (Chater-Lea)     |
| 7.      | 12. Mai 1929    | Breitenfurt bei Wien – Laab im Walde – Wolfsgraben | 500 cm³      | Martin Schneeweiss (Rudge)     |
|         |                 |                                                    |              |                                |
| 8.      | 18. Mai 1930    | Breitenfurt bei Wien – Laab im Walde – Wolfsgraben | 175 cm³      | Anton Uroić (DKW)              |
| 8.      | 18. Mai 1930    | Breitenfurt bei Wien – Laab im Walde – Wolfsgraben | 250 cm³      | Elvetio Toricelli (Puch)       |
| 8.      | 18. Mai 1930    | Breitenfurt bei Wien – Laab im Walde – Wolfsgraben | 350 cm³      | Michael Gayer (A.J.S.)         |
| 8.      | 18. Mai 1930    | Breitenfurt bei Wien – Laab im Walde – Wolfsgraben | 500 cm³      | Otto Steinfellner (Rudge)      |
|         |                 |                                                    |              |                                |
| 9.      | 10. Mai 1931    | Wolkersdorf im Weinviertel                         | 175 cm³      | Ferencz Lukavecz (Fr.-Barnett) |
| 9.      | 10. Mai 1931    | Wolkersdorf im Weinviertel                         | 250 cm³      | Elvetio Toricelli (Puch)       |
| 9.      | 10. Mai 1931    | Wolkersdorf im Weinviertel                         | 350 cm³      | Franz Falk (Velocette)         |
| 9.      | 10. Mai 1931    | Wolkersdorf im Weinviertel                         | 500 cm³      | Rudolf Runtsch (NSU)           |
|         |                 |                                                    |              |                                |
| 10.     | 8. Mai 1932     | Wolkersdorf im Weinviertel                         | 175 cm³      | Karl Bohmann (Bohmann-J.A.P.)  |
| 10.     | 8. Mai 1932     | Wolkersdorf im Weinviertel                         | 250 cm³      | Siegfried Cmyral (Puch)        |
| 10.     | 8. Mai 1932     | Wolkersdorf im Weinviertel                         | 350 cm³      | Helmuth Loichtl (A.J.S.)       |
| 10.     | 8. Mai 1932     | Wolkersdorf im Weinviertel                         | 500 cm³      | Martin Schneeweiss (NSU)       |

## Verweise